# Örmény-felföld
Az Örmény-felföld a Transzkaukázusi-fennsík része és a Kaukázus hegység folytatása. Legnagyobb része Törökországhoz tartozik, de magában foglalja egész Örményországot, valamint Grúzia déli, Azerbajdzsán nyugati és Irán északnyugati részét is.
A fennsík területe 400 ezer km². Jellemző magassága 1500–2000 m, de számos hegycsúcs 4000 m fölé emelkedik. Legmagasabb pontja az Ararát-hegy (5165 m). Lávamezők, vulkáni kúpok és gyűrődéses hegységek keveréke sztyeppékkel és félsivatagokkal. A tektonikus medencékben tavak alakultak ki (Szeván-tó, Urmia-tó, Van-tó).
Éghajlata szubtrópusi kontinentális.
Ásványkincsekben (kromit, arany, vas) gazdag.

## Lásd még
- Törökország földrajza
- Örményország
- Grúzia
- Azerbajdzsán
- Irán